# Dialectes néerlandais
Pour un article plus général, voir néerlandais.

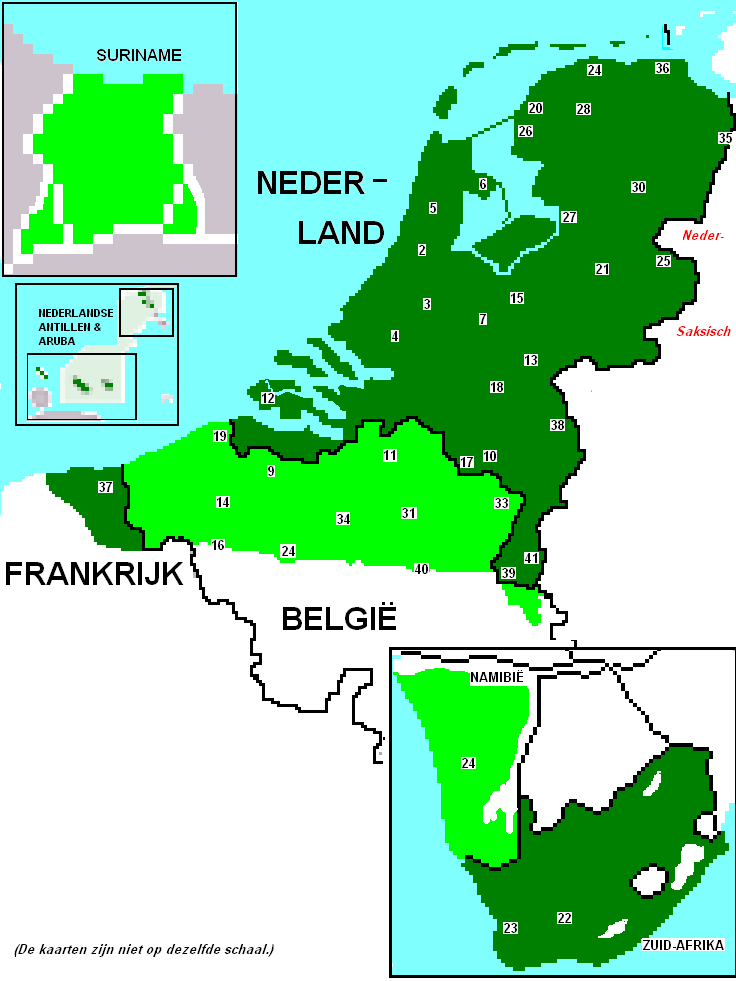
Étendue géographique des dialectes et du parler néerlandais standard.

Carte détaillée des dialectes.

La langue néerlandaise possède de nombreux dialectes, parlés principalement aux Pays-Bas, mais aussi en Belgique. Avec la colonisation néerlandaise, d'autres langues et dialectes se sont développés outre-mer. Certains idomes germaniques sont tantôt considérés comme des dialectes du néerlandais, tantôt comme des langues indépendantes : l'afrikaans, le bas saxon des Pays-Bas, le limbourgeois, l'ouest-flamand et l'ouest-frison. 
La langue normalisée est appelée Standaardnederlands, anciennement Algemeen Beschaafd Nederlands ou ABN. 

## Répartition des dialectes
.

### Dialectes bas-franciques hollandais
- Flamand occidental (en Belgique principalement)
  - Flamand français (dans le département du Nord en France)
- Zélandais (aux Pays-Bas)
- Hollandais (aux Pays-Bas)
  - Hollandais du Sud
  - Hollandais du Nord
    - Hollandais d'Amsterdam
    - Waterlands
    - Volemdams
    - Zaans
    - Kennermerlands

  - Frison occidental
  - Bildts
  - Midslands
  - Amelands
  - Westhoeks
  - Utrechts-Alblasserwaards

### Dialectes bas-franciques brabançons
- kléverlandais (aux Pays-Bas et en Allemagne)
- Brabançon (en Belgique et aux Pays-Bas)
  - Anversois
  - Louvinais
  - Brabantais
  - Kempens
  - Brabançon du Nord (aux Pays-Bas)
- Flamand oriental (en Belgique)
  - Aalsters

### Dialectes bas-franciques limbourgeois
- Limbourgeois (aux Pays-Bas et en Belgique)
  - Limbourgeois central
  - Limbourgeois oriental
  - Limbourgeois de l'Est
  - Limbourgeois de l'Ouest
  - Limbourgeous du Sud-Est

### Dialectes bas-saxons néerlandais

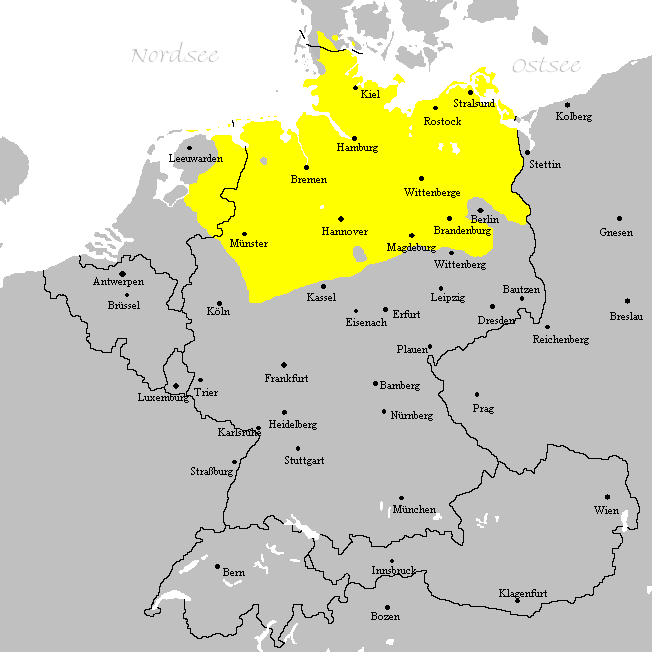
Aire géographique du bas-saxon aux Pays-Bas et en Allemagne.

- Groningois
  - Stadsgronings
  - Westerkwartiers (Kollumerlands)
  - Kollumerpompsters
  - Hogelandsters
  - Oldambtsters
  - Veenkoloniaals
  - Westerwolds
  - Noordenvelds (Noord-Drents)
- Stellingwerfs
- Midden-Drents
- Zuid-Drents
- Twents
- Twents-Graafschaps
- Gelders-Overijssels
  - Sallandais
  - Achterhoeks
- Urks
- Veluws

### Dialectes d'outre-mer
- Néerlandais surinamien (au Suriname)
- Néerlandais antillais (aux Antilles néerlandaises et à Aruba)
- Néerlandais Pella
- Jersey Dutch (au New Jersey, États-Unis)

## Historique

### Origines

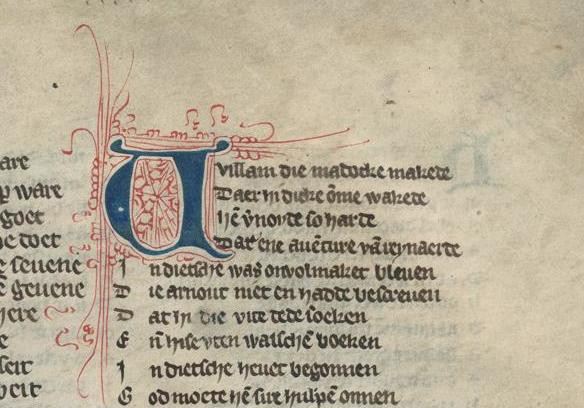
Le Roman de Renart (Van den Vos Reynaerde), manuscrit flamand du XIVe siècle).

La plupart des dialectes néerlandais dérivent du vieux-francique, langue parlée par les Francs saliens au Haut Moyen Âge et dont il reste peu de traces écrites. Le plus ancien texte connu est le Hebban olla vogala, trois vers d'un poème amoureux noté par un moine copiste du XIe siècle dans ce qu'on suppose être une forme ancienne du flamand occidental. Au XIIIe siècle, une forme écrite du flamand se répand dans les riches villes marchandes du comté de Flandre et commence à remplacer le latin dans l'usage municipal. À cette date apparaissent aussi une traduction flamande du Roman de Renart (Van den Vos Reynaerde) et les poèmes de Jacob van Maerlant de Bruges. Le parler populaire est alors appelé dietsch ou duutsch, qui a donné thiois en français et désigne l'ensemble des parlers germaniques. À la fin du Moyen Âge, les textes commencent à distinguer le nederduits (bas-allemand), qui deviendra le néerlandais, et le hoogduits (haut-allemand) qui donnera la langue allemande. 
La noblesse des Pays-Bas est largement bilingue et l'influence du français s'accroît dans l'État bourguignon des ducs Valois au XVe siècle, laissant de nombreuses traces dans le vocabulaire et la syntaxe. Au XVIe siècle, les troubles religieux dans les Pays-Bas espagnols, débouchant sur la guerre de Quatre-Vingts Ans (1568-1648), entraînent un exode des classes cultivées protestantes de la Flandre et du Brabant vers les Provinces-Unies du Nord, devenues une république calviniste. Une langue néerlandaise du Nord commence à se former par le mélange des parlers urbains du Sud, ceux de migrants souvent riches et cultivés, et des parlers hollandais et zélandais, plus populaires. Elle comporte un certain nombre de doublons, le terme sudiste, jugé plus « distingué », étant surtout employé à l'écrit, et le terme nordiste à l'oral. La Bible des États, traduction néerlandaise de la Bible entreprise en 1618, est rédigée par une équipe de six traducteurs ; deux de Flandre occidentale, un de Zélande, deux de Frise et un seul de la province de Hollande. 
Les Pays-Bas méridionaux, restés dans le patrimoine des Habsbourg, utilisent la Bible de Louvain (nl), traduction catholique d'après le latin et qui s'inspire des dialectes néerlandais du Sud, surtout du brabançon. Le vocabulaire brabançon tend à se répandre dans l'ensemble des parlers flamands et limbourgeois.
Les parlers bas saxons, tout en appartenant au même groupe linguistique du bas allemand, ont connu une évolution différente. Dérivés de la langue des Saxons du Haut Moyen-Âge, ils ont été en usage dans toute l'Allemagne du Nord mais, à partir de la Renaissance, ceux d'Allemagne sont progressivement marginalisés par l'allemand littéraire de la Bible de Luther et ceux de l'est des Pays-Bas (Drenthe, Overijssel et Groningue) par le néerlandais littéraire ou standard (Standaardnederlands), leur usage se maintenant principalement dans les campagnes (le Plattdeutsch).
La présence d'un établissement viking au IXe siècle dans l'île de Walcheren, où ils se sont mélangés avec les anciens Frisons, n'a laissé que très peu de traces dans le vocabulaire ; cependant, le mot zélandais hevene, qui désigne une équipe de rameurs, vient probablement du scandinave hafna, district maritime.

### Belgique

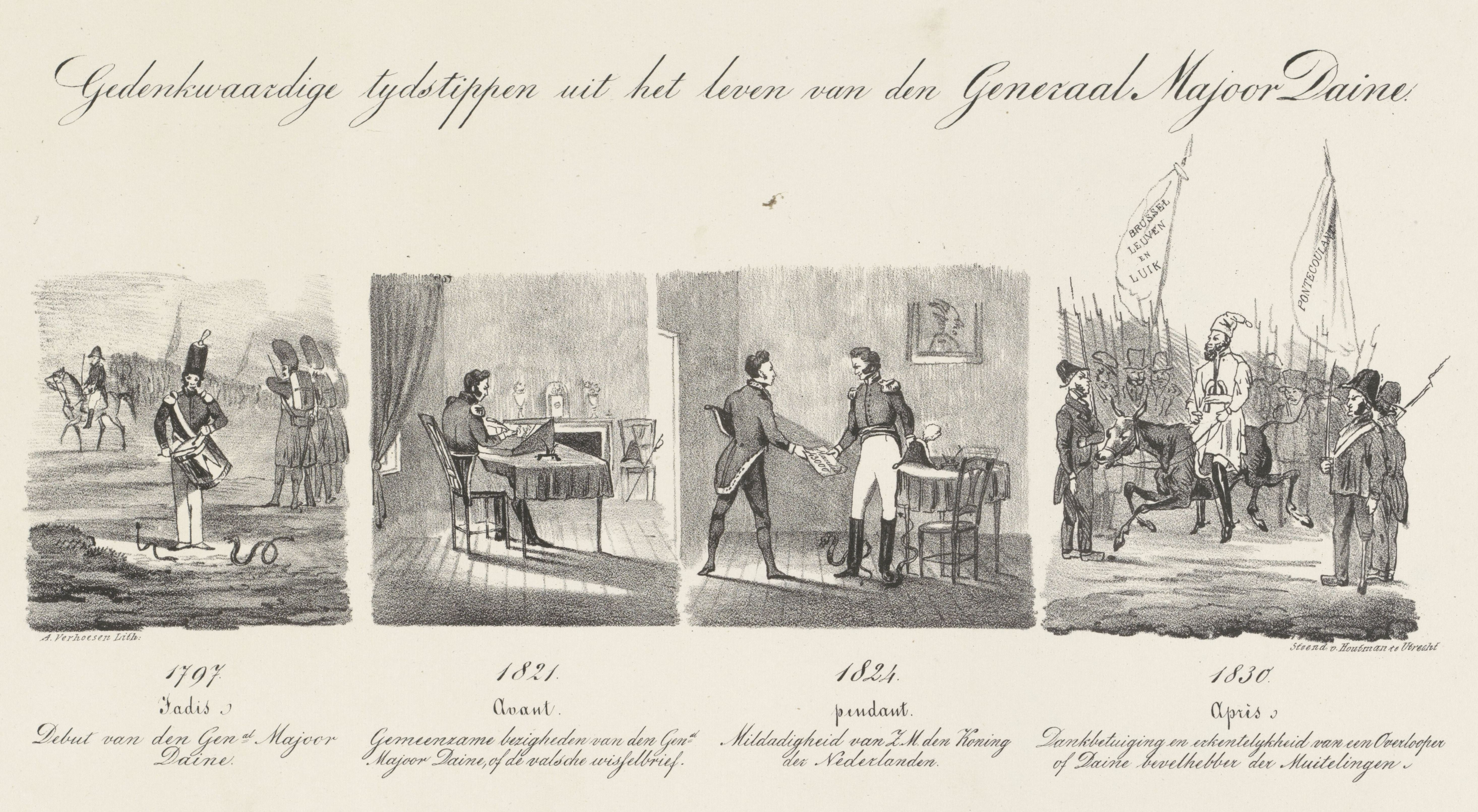
Planche satirique en néerlandais résumant la carrière du général Daine des guerres napoléoniennes à la révolution belge, entre 1830 et 1831.

Dans les années 1820, Guillaume Ier, souverain du royaume uni des Pays-Bas qui rassemble les Pays-Bas et la Belgique actuels, tente de généraliser l'usage du néerlandais standard dans les provinces flamandes et à Bruxelles. Cette politique se heurte à une forte résistance du clergé catholique et des châtelains qui rejettent le modèle de la Hollande protestante, et elle sera une des causes de la révolution belge de 1830. 

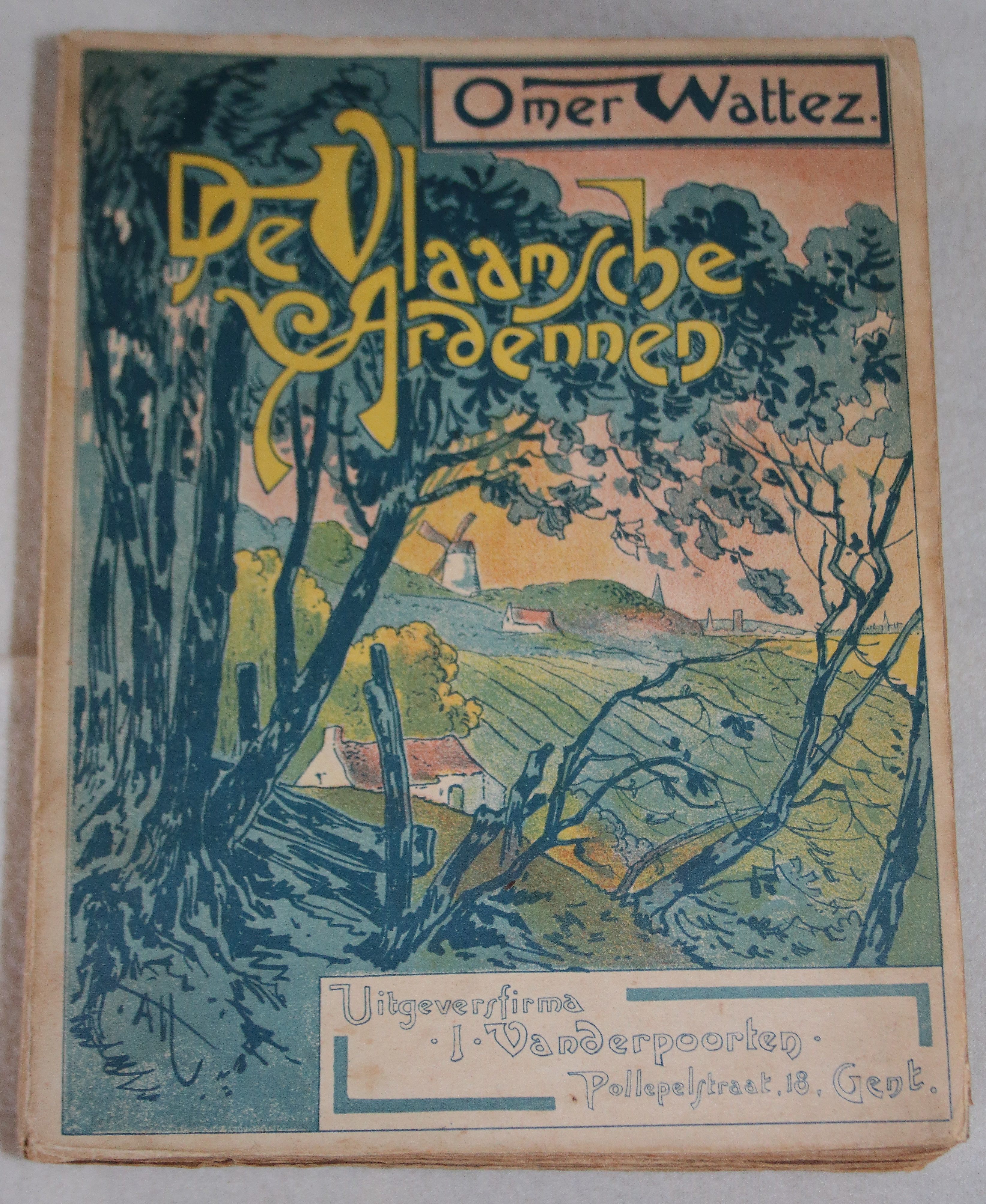
De Vlaamsche Ardennen (« Les Ardennes flamandes »), couverture d'un livre publié par Omer Wattez, Gand, 1914.

Le nouveau royaume de Belgique généralise l'usage du français comme langue des classes dominantes, de l'enseignement secondaire et supérieur, de l'administration, des tribunaux et de l'armée ; les parlers « flamands » sont réservés aux classes populaires et à l'école primaire. À Bruxelles, capitale administrative depuis les Habsbourg, le parler brabançon local (brusseleer) est progressivement marginalisé et évincé par le français dans la seconde moitié du XXe siècle. En réaction, un mouvement culturel néerlandophone apparaît : les intellectuels comme Hendrik Conscience (Le Lion des Flandres, 1838), formés pendant la période du royaume uni, choisissent, non sans regret, d'écrire en néerlandais standard, plus prestigieux que les parlers traditionnels. La question communautaire aboutira finalement, en 1963, à un partage du pays en deux zones linguistiques homogènes, néerlandaise au nord, française au sud, avec Bruxelles comme zone bilingue.
Dans les régions néerlandophones de Belgique, le néerlandais standard se généralise dans l'usage écrit et scolaire à partir des années 1920 mais les dialectes restent dominants dans l'usage oral jusqu'au début des années 1970, créant une situation de diglossie, et la langue standard est souvent imprégnée de formes dialectales de façon beaucoup plus marquée qu'aux Pays-Bas.

### Pays-Bas
Entre les Pays-Bas et l'Allemagne, la limite dialectale ne coïncide pas avec la frontière politique et, jusqu'au milieu du XXe siècle, il y avait un continuum dialectal bas-saxon entre la baie de Dollard au nord et la rivière Overijsselse Vecht au sud mais cette continuité tend à s'effacer avec la disparition des derniers locuteurs de dialecte.
À partir des années 1970, les Pays-Bas connaissent un renouveau des langues régionales : de nombreuses publications et émissions en frison, bas-saxon, limbourgeois et autres parlers apparaissent mais, en pratique, leur usage quotidien tend à devenir minoritaire et leur vocabulaire est de plus en plus imprégné de néerlandais standard.